# Marino di Tiro

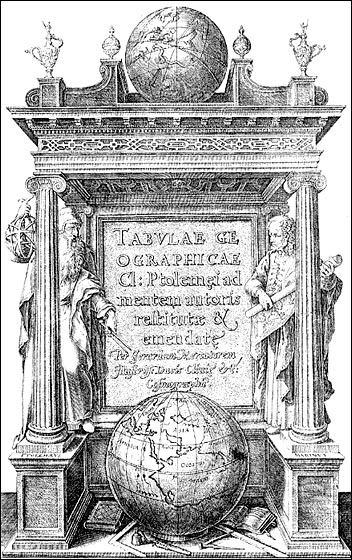
Copertina della Tabulae Geographicae (1578), opera di Claudio Tolomeo. Raffigurati ai lati Tolomeo e Marino di Tiro, molto probabilmente in questo ordine

Marino di Tiro (in greco antico: Μαρῖνος ὁ Τύριος?, Marînos ho Týrios; Tiro, seconda metà del I secolo – prima metà del II secolo) è stato un geografo e cartografo greco antico, che conosciamo solo attraverso la Geografia di Claudio Tolomeo.

## Biografia
Non conosciamo nulla della vita di Marino, ma dalle informazioni geografiche che Claudio Tolomeo trae dalla sua opera si può dedurre che fosse originario della provincia romana di Siria e abbia operato intorno al 100. Visse sicuramente sotto Traiano, poiché la sua documentazione si arresta alle guerre daciche e ignora quelle partiche.

## Opera
Marino di Tiro aveva realizzato una carta geografica del mondo conosciuto (oikoumene) che anticipava diverse caratteristiche dell'opera geografica di Claudio Tolomeo. In particolare, Claudio Tolomeo segue Marino nello scegliere come estremità occidentale del mondo abitato, e come meridiano di riferimento, quello passante per le Isole Fortunate e come limite settentrionale il parallelo di Thule. Anche verso Sud e verso Est le località estreme considerate sono grosso modo le stesse per i due geografi. Non altrettanto può però dirsi per le loro coordinate: la differenza di longitudine tra le Isole Fortunate e le località asiatiche più orientali considerate (in Cina e in Indocina), che Claudio Tolomeo stima in 180°, era stata infatti considerata da Marino pari a 225°.
Marino aveva stimato 500 stadi la lunghezza di un grado di meridiano, rifiutando il valore di 700 stadi che era stato determinato da Eratostene e accolto da Ipparco. Anche in questo caso la sua scelta sarà fatta propria da Claudio Tolomeo.
Marino, inoltre, aveva immaginato un atlantico molto più piccolo tanto di quello di Claudio Tolomeo (per aver sovradimensionato l'eurasia) sia degli altri geografi greci (per aver sottovalutato la distanza tra i paralleli): queste misure furono però considerate interessanti dal matematico rinascimentale Paolo dal Pozzo Toscanelli e, soprattutto, da Cristoforo Colombo, che ne fece la base teorica per il suo progetto di raggiungere l'Oriente passando da Occidente.

### Invenzione della proiezione cartografica cilindrica
Per realizzare le sue carte Marino aveva usato una semplice proiezione cilindrica equidistante, nella quale meridiani e paralleli sono rappresentati con segmenti che formano un reticolo quadrato. Questa scelta sarà considerata accettabile da Claudio Tolomeo solo per le carte regionali e non per la carta generale del mondo abitato.
Lo storico arabo al-Masʿūdī, del X secolo, afferma di aver visto un'opera di Marino contenente carte geografiche, ma Berggren e Jones ritengono che l'opera vista dallo studioso arabo fosse una ricostruzione effettuata sulla base delle informazioni trasmesse da Claudio Tolomeo.